# Caterina Corner
Caterina Corner († 1408 in Venedig) war durch die Ehe mit dem Dogen Marco Corner während seiner Amtszeit von Juli 1365 bis zu seinem Tod am 13. Januar 1368 Dogaressa der Republik Venedig. Caterina war die zweite Ehefrau Marco Corners, ihr Familienname ist nicht bekannt.

## Leben
Marco Corner war in erster Ehe mit der Adligen Giovanna Scrovegni aus Padua verheiratet, Tochter Enrico Scrovegnis, des Erbauers der Scrovegni-Kapelle. Das Paar hatte einen Sohn und zwei Töchter. Giovanna Scrovegnis Todesjahr ist nicht überliefert.
Wahrscheinlich stammte Caterinas Familie aus Dalmatien, wo die spätere Dogaressa um Scardona Landbesitz hatte. Überliefert ist zudem der Name ihrer Schwester, einer Fomia, die ihren Besitz bei Spalato einem gewissen Zan De Lio da Spalato vererbte. Nach Holly S. Hurlburt hatte das Paar drei Kinder, nämlich Francesco, Andrea und Maddelena. Vor ihrem Mann war bereits Enrico gestorben, der dritte Sohn, der wiederum einen Sohn namens Tomaso hinterlassen hatte.

### Dogaressa (1365–1368)
Caterina entstammte zwar einer alten, jedoch nicht dem Patriziat angehörenden Familie; eine Tatsache, die Marco Corners Wahl zum Dogen erschweren sollte. Dennoch wurde er am 21. oder 22. Juli 1365 zum Dogen gewählt. Er erhielt im üblichen mehrstufigen Verfahren 25 der 41 Stimmen. Seine Widersacher hielten ihm nicht nur sein Alter, seine Armut, seine freundschaftlichen Kontakte zu auswärtigen Potentaten vor, sondern auch die bescheidene Herkunft seiner Ehefrau.
Marco Corner rechtfertigte seine Frau, die keiner patrizischen Familie angehörte, mit ihrer Liebe zu Venedig und mit ihren charakterlichen Eigenheiten. Anscheinend fürchtete man nicht so sehr die bescheidene Frau, als vielmehr ihre Familie. So musste der Doge nicht nur das Übliche in seiner promissione beeiden, sondern darüber hinaus, dass nach dem dritten Läuten der Amtsglocke niemand aus des Dogen Familie im Dogenpalast eine Waffe tragen durfte, wie Marin Sanudo schreibt.

### Testamente (1398, 1408), Begräbnis
Beim Tod ihres Mannes, und damit dem üblichen Auszug aus dem Dogenpalast, hinterließ der Doge vier Kinder. Diese waren Francesco (Franceschino), Andrea (der Kanzler und Diplomat wurde), Maria (die 1344 Paolo Belegno geheiratet hatte) und Maddaluzza, die Ehefrau des Taddeo Giustinian.
Caterina hinterließ zwei Testamente, nämlich eines vom 24. Oktober 1398 und eines vom 31. Juli 1408.
Sie bezeichnete sich nach dem Tod ihres Mannes nicht als ‚ehemalige Dogaressa‘, sondern als Witwe des Dogen.
Beigesetzt wurde sie wohl 1408 – wenn ihrem testamentarischen Willen entsprochen wurde – im Grabmal ihres Ehemannes in San Zanipolo. Einen Nachweis darauf, dass ihrem letzten Willen entsprochen wurde, gibt es nicht.